# Li Zhesi
Li Zhesi (Shenyang, China, 7 de agosto de 1995) es una nadadora china especializada en pruebas de estilo libre, donde consiguió ser campeona mundial en 2009 en los 4 x 100 metros estilos.

## Carrera deportiva
En el Campeonato Mundial de Natación de 2009 celebrado en Roma ganó la medalla de oro en los relevos de 100 metros estilo, nadando el largo de estilo libre, con un tiempo de 3:52.19 segundos que fue récord del mundo, por delante de Australia (plata con 3:52.58 segundos) y Alemania (bronce con 3:55.79 segundos).